# Роберт Паес
Роберт Паес (ісп. Robert Páez, 1 червня 1994) — венесуельський стрибун у воду.
Учасник Олімпійських Ігор 2012, 2016 років.

## Особисте життя
8 квітня 2018 року Паес здійснив камінг-аут як гей.